# Siegel Floridas
Das Siegel Floridas wurde im Jahr 1985 angenommen.

## Beschreibung

Flagge Floridas

Das Siegel des US-Bundesstaates Florida zeigt eine Szenerie mit einer Frau vom Indianerstamm der Seminolen beim Ausstreuen von Blumen im Vordergrund. 
Dahinter steht eine Palmettopalme, die Staatspflanze Floridas, an einer Küstenlinie, hinter der ein Dampfboot vor der aufgehenden Sonne fährt.
Ähnliche, aber naturalistische Darstellungen finden sich auch in den Siegeln der Jahre 1861 und 1868.
Auf dem äußeren Ring steht der englische Schriftzug:
„Great Seal of the State of Florida“
(Großes Siegel des Staates Florida).
Ebenfalls im Ring steht das englische Motto des Staates:
„In God We Trust.“
(Wir vertrauen auf Gott.)
Dies ist auch ein Wahlspruch der Vereinigten Staaten.
Das Siegel findet sich auch wieder in der Mitte der Flagge Floridas.

## Ältere Siegel

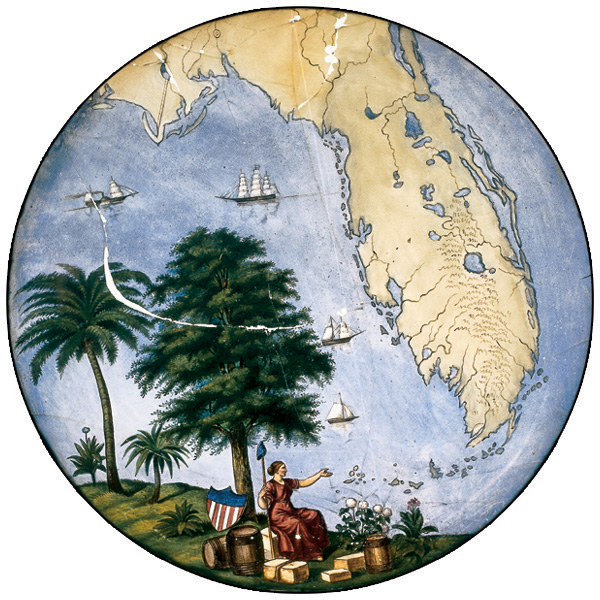
Siegel von 1861
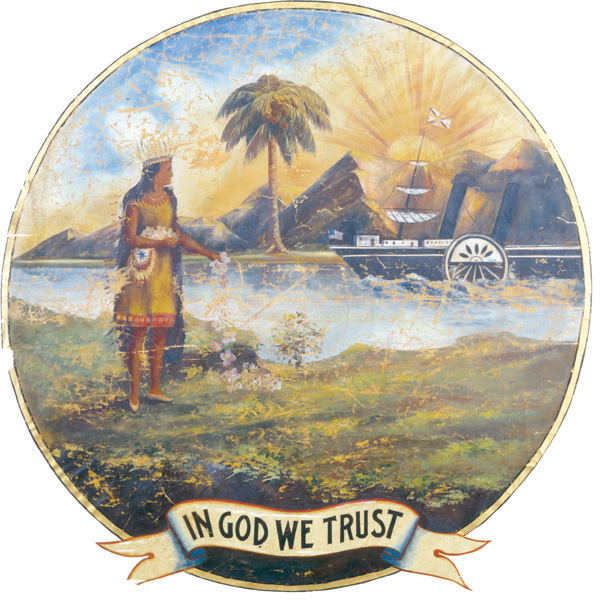
Siegel von 1868